# Marija Berhen
Marija Berhen (ukrainisch Марія Берген, wiss. Transliteration Mariia Bergen, internationale englische Schreibweise Mariia Bergen; * 12. Juni 2001) ist eine ukrainische Tennisspielerin.

## Karriere
Berhen spielt hauptsächlich Turniere auf der ITF Women’s World Tennis Tour, bei der sie bislang aber noch keinen Titel gewann.
Im Dezember 2019, August 2021 und Januar 2022 stand sie jeweils mit wechselnden Partnerinnen im Finale des Damendoppels bei ITF-Turnieren.